# Sofia Lisboa
Sofia Lisboa (nascida em França, em 1977) é uma cantora portuguesa. Foi a vocalista secundária dos Silence 4. 
Nasceu em França, filha de emigrantes portugueses, que regressaram a Leiria, em 1988, onde realizou o ensino secundário. Enquanto os Silence 4 iniciavam a sua carreira musical, Sofia era estudante da Faculdade de Ciências na Universidade de Lisboa. Foi membro dos Silence 4 durante todos os seus anos de actividade, de 1996 a 2001. Fez parte do grupo Ellas com Raquel Ralha, um projeto musical em que cantavam temas de Peggy Lee, Eartha Kitt, Brigitte Bardot, Nancy Sinatra, Edith Piaf, Jane Birkin ou Rita Lee. Fez também parte do espetáculo "Cantigas da Rua - as grandes músicas de sempre, dos grandes filmes de sempre" onde interpretava temas populares da rádio e do cinema português que estavam na moda nos anos 30 e 40, nomeadamente "A Casinha", "Noite Tropical", "No Céu Azul", "O Nosso Bairro", "Casal Feliz", "Sonho de Amor", "Aldeia da Roupa Branca" ou o grande tema musical "Cantiga da Rua" que dava nome a este projeto.
Depois de sobreviver a um cancro, os Silence 4 resolveram reunir-se novamente para uma série de concertos, em 2013 e 2014.
Publicou o seu livro de memórias, Nunca Desistas de Viver, em 2014.